# Autoroute A645 (Francia)
La 'A645' o Bretelle du Val d'Aran (variante del Valle de Arán) es una autopista de peaje de 5 km de largo entre la salida 17 de la  A64  y la carretera nacional  N 125  dirección Valle de Arán y España. El variante tiene la particularidad de ser de vía única en cada dirección.

## Salidas
- A 64
- 1  km 1 : Montréjeau
- 2  km 5 : Luchon y España por la  N 125  .